# Visitor (hora)
Visitor (také Plana, srbochorvatsky Виситор, 2210 m n. m.) je hora v pohoří Visitor v jihovýchodní části Černé Hory. Nachází se na území opštiny Plav nadaleko albánsko-černohorské státní hranice. Na úpatí hory se nachází Plavské jezero. Visitor je nejvyšším bodem pohoří.
Výstup na vrchol lze uskutečnit z města Plav nebo z obce Murino.